# ようこそ青春金物店
『ようこそ青春金物店』（ようこそせいしゅんかなものてん）は、NHKの「ドラマ新銀河」で1996年2月19日から3月14日まで放送されたテレビドラマ。

## 概要
原作はエッセイスト・内藤洋子（同名の女優とは別人）の自伝『わが故郷（ふるさと）は平野金物店』。内藤の弟は元プロ野球選手で中日ドラゴンズ、西武ライオンズ、千葉ロッテマリーンズで活躍した平野謙である。

## キャスト
平野洋子
演 - 早勢美里
平野謙
演 - 小橋賢児
江理透
演 - 山本耕史
稲永悦子
演 - 黒谷友香
加藤千鶴
演 - 春木みさよ
明智秀子
演 - 伊藤友乃
中村芳夫
演 - 加藤久詞
竹村亨
演 - 多田木亮佑
前田利子
演 - 山田昌
木下藤夫
演 - 天野鎮雄
日本史の先生
演 - 木村庄之助
織田信子
演 - 樫山文枝
稲永タキ（グランマ）
演 - 久我美子

## スタッフ
- 原作 - 内藤洋子『わが故郷（ふるさと）は平野金物店』[1]
- 脚本 - 金谷祐子[1]
- 制作統括 - 加藤邦英[1]

## 主題歌
- 『すみれ色にひとり』早勢美里

## サブタイトル
第1回：一球二人三脚

第2回：お金が欲しい

第3回：さよなら学校

第4回：残された手紙

第5回：グランマ現わる

第6回：フライパン通学